# Richardsonius balteatus
Richardsonius balteatus är en fiskart som först beskrevs av Richardson, 1836.  Richardsonius balteatus ingår i släktet Richardsonius och familjen karpfiskar. Inga underarter finns listade i Catalogue of Life.